# François Varillon
François Varillon (Bron, 1905. július 28. – Lyon, 1978. július 17.) francia jezsuita pap, lelkiségi író.

## Életpályája
Elkötelezett, középosztálybeli katolikus családban született. Középiskolai tanulmányait a marista atyáknál végzi. Szülővárosa fiatal korában a katolicizmus fellegvárának számíott. Világnézetét Teilhard de Chardin jezsuita és Henry de Lubac eszméi alakították. 1927-ben lépett be a jezsuita novíciátusba. Időlegesen el kellett hanyagolnia a művészetek és a költészet iránti szenvedélyét. A novíciátus után következő újskolasztikus filozófusok tanulmányozása pótolta az eltávolodásért. Ekkor ismerkedik meg Bergson és Blondel szabadságeszményével. 1935-től teológiai tanulmányokat végzett. 1937-ben pappá szentelik. Katonai szolgálata után részt vett a németek elleni mozgalomban. A jezsuiták ünnepélyes fogadalmát 1945-ben tette le. Egyetemi lelkész Párizsban. A Francia Katolikus Ifjúsági Mozgalom (ACJF) főlelkésze. Alapítója a Keresztény Vállalatvezetők Mozgalmának. Számtalan konferenciabeszéd, lelkigyakorlat fűződik a nevéhez.

## Teológiájának jellemzői
1. Az állandó újragondolt és újrafogalmazott hite mentessé vált a mítoszoktól.
2. Idegenkedett a rendszerektől, mert a LÉT misztériumának megértésére törekedett.
3. Utat keresett a racionalizmus és a fideizmus között.
4. Szinte költői erővel fogalmazta meg a Krisztus-központú tanítását.
5. A hit elmélyítésében a nyugodt derű és a türelem jellemzi.

## Magyarul megjelent művei
- Georges Michonneau–Francois Varillon: A nagy lehetőség. Gyakorlati gondolatok az igehirdetésről; ford. Walter József; Opus Mystici Corporis, Bécs, 1969 (Krisztus papja tegnap, ma, holnap)
- Isten alázata és szenvedése; ford., bev. Szabó Ferenc; Detti Ny., Róma, 1982
- F. Varillon önmagáról. Válogatás a jezsuita írásaiból; vál., bev. Szabó Ferenc, ford. Kaposiné Eckhardt Ilona, Szabó Ferenc; s.n., Róma, 1990 (Mai írók és gondolkodók)
- A hit öröme az élet öröme. Konferenciabeszédek a keresztény hit főbb kérdéseiről; összegyűjt., szerk. Bernard Housset, ford. Kaposiné Eckhardt Ilona; Márton Áron, Bp., 1998
- Isten alázata és szenvedése; ford., bev. Szabó Ferenc; 2. jav. kiad.; Szt. István Társulat, Bp., 2002 (A lelki élet mesterei)
- A keresztény élet, 1-3.; ford. Mán Éva; Korda, Kecskemét, 2014
  - 1. Evangéliumi élet. Elmélkedések az emberi élet isteni forrásáról
  - 2. Jézus üzenete. Lelkigyakorlatos elmélkedések az Evangéliumról
  - 3. Jézus passiója. Húsvét misztériuma
- François Varillon önmagáról. Válogatás a jezsuita teológus és író írásaiból; vál., ford., bev. Szabó Ferenc, ford. Kaposiné Eckhardt Ilona, Szabó Ferenc; Kairosz, Bp., 2016 (Katolikus írók és gondolkodók)